# سفيان العسولي
سفيان العسولي (وُلد عام 1946 م) هو أستاذٌ مساعدٌ في كلية الطب والعلوم الطبية بجامعة الملك عبد العزيز، وباحثٌ في مركز الملك فهد للبحوث الطبية. نشر عددًا من الأبحاث والمؤلفات في المجالات الطبية المتخصصة.

## حياته
وُلد سفيان محمد العسولي في مدينة يافا عام 1946 م. حصل على درجة البكالوريوس في الصيدلة من جامعة أسيوط عام 1968 م، ودرجة الماجستير في الأحياء من جامعة سينسيناتي عام 1975 م، ودرجة الدكتوراة في البيولوجية الجزيئية للسرطان عام 1979 م من جامعة كارولاينا الجنوبية في الولايات المتحدة. عمل أستاذًا مساعدًا بقسم العلاج التجريبي وقسم بيولوجية الورم والخلايا بمركز رازول لعلاج وأبحاث السرطان بجامعة نيويورك في بافلو بالولايات المتحدة في الفترة ما بين 1979 حتى 1983 م.
يعمل حاليًا أستاذًا مساعدًا في كلية الطب والعلوم الطبية بجامعة الملك عبد العزيز، وباحثًا في مركز الملك فهد للبحوث الطبية.

## مؤلفاته
نشر عددًا من الأبحاث والمؤلفات في المجالات الطبية المتخصصة، منها:
- بحث «ملاحظات حول «مصطلحات علم الوراثة والعلوم الوراثية» ومقترح لمصطلحات علوم الوراثة» بالتعاون مع صادق الهلالي. نُشر في العدد 22 من مجلة اللسان العربي الصادرة عن المنظمة العربية للتربية والثقافة والعلوم عام 1983 م.[3]
- قسم «دهون الخنزير والسرطان» في كتاب «الأسرار الطبية والأحكام الفقهية في تحريم الخنزير» بالتعاون مع محمد علي البار وخالد أمين محمد. صادر عن الدار السعودية عام 1986 م.[1]
- «معجم الوراثيات والعلوم البيولوجية والجزيئية»، بالتعاون مع صادق الهلالي. صادر عن منظمة الصحة العالمية عام 1993 م.[4][5]
- بحث «البصمة الوراثية (بصمة الدنا) ومدى حجيتها في إثبات البنوة»، قُدم إلى المنظمة الإسلامية للعلوم الطبية عام 1998 م.[6]
- بحث «البصمة الوراثية»، نُشر في العدد 5 من مجلة الإعجاز العلمي التابعة لرابطة العالم الإسلامي عام 2000 م.[7]
- بحث «العلاج بالجينات»، نشر في العدد 23 من مجلة عالم الكتب عام 2001 م.[8]

كما نشر أكثر من 30 بحثًا متخصصًا باللغة الإنجليزية.

## وصلات خارجية
- السيرة الذاتية للدكتور سفيان العسولي على موقع جامعة الملك عبد العزيز.